# Ludwig Muckermann
Ludwig Muckermann (geboren 19. Juli 1899 in Bückeburg; gestorben 28. April 1976 in Genua) war ein deutscher Kaufmann und Diplomat.

## Leben
Ludwig Muckermann war eines von 12 Kindern von Anna und Hermann Johann Muckermann, einem Schuhmacher in Bückeburg. Der älteste Bruder Hermann Muckermann (1877–1962) wurde Priester und Biologe, Friedrich Muckermann (1883–1946) Priester und Journalist, Richard Muckermann (1891–1981) wurde Politiker.
Ludwig Muckermann besuchte das Gymnasium Adolfinum Bückeburg und eine Schule in Sittard in den Niederlanden. Er wurde 1917 eingezogen und schwer verwundet. Von 1919 bis 1923 studierte er Volkswirtschaftslehre in Köln, Münster und Berlin. Ab 1925 arbeitete er als Kaufmann im elterlichen Schuhgeschäft und betrieb einen Schuh-Großhandel in Bückeburg. Nach der Machtergreifung der Nationalsozialisten verhielt er sich wie seine Geschwister regimekritisch. Muckermann heiratete 1935 die 1914 geborene italienische Staatsbürgerin Luigia Juvarra, sie hatten sieben Kinder. Muckermann musste 1940 den Schuhhandel aufgeben und wurde 1941 nach einer Denunziation von einem Sondergericht auf der Grundlage der Verordnung über außerordentliche Rundfunkmaßnahmen zu sechs Monaten Gefängnis verurteilt. Während eines Hafturlaubs floh er nach Italien und hielt sich in Rom versteckt. Muckermann wurde 1943 Mitglied der von Emigranten gebildeten Deutschen Antinazistischen Vereinigung (DAV), der unter anderem Wolfgang Fritz Volbach und Willi Nix angehörten.
Muckermann wurde im Zuge der Wiedergutmachung 1952 als Angestellter in den Diplomatischen Dienst der Bundesrepublik Deutschland aufgenommen und arbeitete bei der Deutschen Botschaft in Bern. Er wurde 1954 zum Kultur- und Wirtschaftsattaché beim Generalkonsulat in Genua und Vizekonsul ernannt. 1968 kehrte er nach Deutschland zurück.